# Henk Heijman
H.W.M. (Henk) Heijman (15 mei 1950) is een Nederlands politicus van het CDA.

## Carrièreverloop
Hij studeerde politieke wetenschappen in Amsterdam en Nederlands recht in  Utrecht.Tijdens zijn studie was hij gemeenteraadslid in Houten en lid van provinciale staten van de provincie  Utrecht. Daarna was hij werkzaam bij het Kabinet van de commissaris van de Koningin van de provincie Limburg. Vervolgens was hij directeur Bestuurszaken en gemeentesecretaris(wnd) van de gemeente Haaksbergen. Tijdens deze periode was hij lid van provinciale staten van de provincie Overijssel. Vanaf 1999 was hij directeur van een organisatieadviesbureau voor hij in september 2005 burgemeester werd van de gemeente Groenlo.

### Burgemeester van Groenlo/ Oost Gelre
In september 2005 werd hij benoemd tot burgemeester van de toenmalige gemeente Groenlo. Op 1 januari van dat jaar fuseerden de gemeenten Groenlo en Lichtenvoorde en de hieruit ontstane gemeente heet sinds mei 2006 Oost Gelre. Heijman werd burgemeester van de nieuwe gemeente. Omdat Heijman gezondheidsproblemen had, stelde de commissaris van de Koningin in december 2006 Henk van der Woude aan als waarnemend burgemeester, maar toen Heijman in september 2007 voldoende hersteld was, kwam daaraan een einde. In september 2011 werd Heijman herbenoemd voor een tweede termijn.

### Burgemeester van Bussum
In april 2013 werd bekend dat de gemeenteraad van Bussum hem had voorgedragen om daar burgemeester te worden. Op 21 juni 2013 stemde de ministerraad met deze voordracht in. Zijn benoeming is ingegaan op 2 juli 2013.

#### Declaratieaffaire en aftreden als burgemeester van Bussum
Op 18 mei 2015 besloot Heijman om zijn taak als burgemeester tijdelijk neer te leggen in verband met een onderzoek naar zijn woonsituatie en de declaraties hierover. Commissaris van de Koning Remkes heeft hiertoe opdracht gegeven. Op 11 juni 2015 heeft hij zijn ontslag ingediend. Heijman werd opgevolgd door Albertine van Vliet-Kuiper.

#### Onderzoek en vervolg
Op 24 juni bracht forensisch-accountant prof. dr. Marcel Pheijffer verslag uit aan de commissaris van de Koning; hierin werd Heijman grotendeels vrijgepleit. Pheijffers rapport leidde tot een tuchtklacht bij de Accountantskamer van de plaatselijke partijen Hart voor Bussum en de Gooise Ouderen Partij. Deze partijen hadden de zaak rond Heijmans declaraties aan het rollen gebracht en vonden dat het rapport broddelwerk is, het vol staat met halve en hele onwaarheden en het niet voldoet aan de standaard van een goed onderzoeksrapport.
Op 9 oktober 2015 diende de SP-fractie van de provincie Noord-Holland naar aanleiding van deze tuchtklacht schriftelijke vragen in bij het provinciaal bestuur. Hierin vroeg afgevaardigde Boelhouwer onder meer waarom dit onderzoek € 40.000 moest kosten en waarom bepaalde declaratiebonnen niet onderzocht werden.